# 早課
早課（そうか、ギリシア語: ὄρθρος、ロシア語: Утреня、英語: Matins）とは正教会の奉神礼（昼夜奉事）の一つ。正教会の全昼夜奉事の中で最も複雑かつ長大な構成を持つ。
カトリック教会の朝課に相当するが、祈祷の構成は大きく異なったものとなっている。

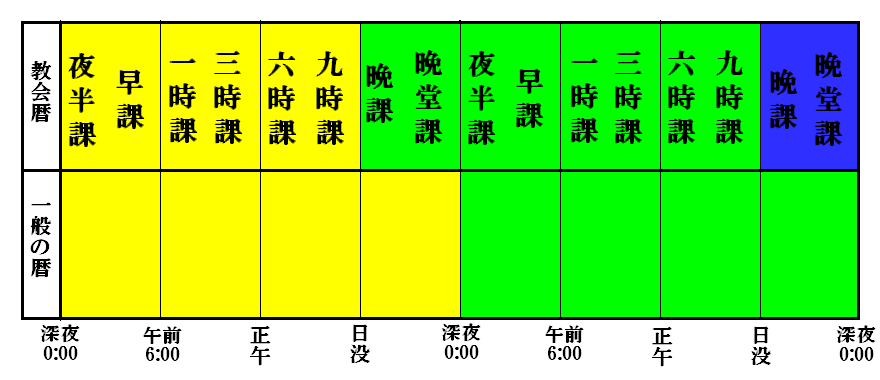
正教会における、晩課・早課も含めた、広義の時課が行われる大まかな時刻の図解。教会暦においては一日は日没に始まり日没に終わる。但し、このような時刻で全ての時課が行われる事は、大規模な修道院を除き極めて稀である。

## 概要
本来は午前3時から午前6時ほどまでに行われる奉事である。但し実際にはごく一部の修道院を除き、この時間に行われる事はまず無い。また、早課のみを独立させて行うのではなく、夜半課・早課・一時課の順に3つの昼夜奉事をまとめて行う事もある。
徹夜堂課（徹夜祷）にも含まれているが、早課が行われるのは徹夜堂課実施時に限らない。むしろ修道院では徹夜堂課を行うのは重要な祭日に限られ、普段は晩課、早課などの各種昼夜奉事が徹夜堂課のようにまとめられずに行われることの方が多い。ただし街の教会では重要な祭日にのみ公祈祷を行う事が多いため、徹夜堂課の中に含まれた早課を目にする機会の方が多くなっている。
早課中で特に長大な部分を占めているのはカノンである。早課のカノンは聖書からの句と讃詞から成り立っており、救世主の復活・祭日の意義・聖人の生活を明らかにする内容となっている。
早課の構成は複雑であり、平日・斎日・祭日によって指定される構成が異なる。特に受難週間中の早課や特定の大祭日、および復活大祭などの早課の構成は、それ以外の早課の構成とは大きく異なった内容となる。

## 意義付け
早課全体には様々な意義付けがなされるが、以下のようなものが挙げられる。
- 神殿司祭長宅での裁判とイロド王（ヘロデ王）による裁判：ユダヤ人によるイイスス・ハリストス（イエス・キリストのギリシャ語読み）に対する裁判を記憶する。この時間帯にそれが行われたため。
- 起床への感謝、神への讃美
- 一日の労働への祝福があるようにとの祈願

また、各部分において様々な意義付けがなされる。以下に幾つかの部分について概説するが、これで全てではない。
- 六段聖詠（第3聖詠、第37聖詠、第62聖詠、第87聖詠、第102聖詠、第142聖詠） - 痛悔が神に赦しを得ることについての望みと、神が祈願を聞き入れ守る事を信じ、記憶する。
- 多油祭（ポリエレイ） - ポリエレイとは"πολύ"（ポリ[1]）と"έλεος"（エレオス）の合成語であって「多くの仁慈（あはれみ）」という意味。この場面で詠隊により聖歌「其仁慈（あはれみ）は世々にあればなり」が歌われる事により「ポリエレイ」の名がある。「多油」の漢字表記は、この時に聖堂内の全ての照明が一斉に燈されること（かつての照明の主力は油灯であった）に由来する。この時、救世主イイスス・ハリストスの復活を記憶して祈る。